# Sunset (Arkansas)
Sunset es un pueblo ubicado en el condado de Crittenden en el estado estadounidense de Arkansas. En el Censo de 2010 tenía una población de 198 habitantes y una densidad poblacional de 371,11 personas por km².

## Geografía
Sunset se encuentra ubicado en las coordenadas 35°13′27″N 90°12′22″O / 35.22417, -90.20611. Según la Oficina del Censo de los Estados Unidos, Sunset tiene una superficie total de 0.53 km², de la cual 0.53 km² corresponden a tierra firme y (0%) 0 km² es agua.

## Demografía
Según el censo de 2010, había 198 personas residiendo en Sunset. La densidad de población era de 371,11 hab./km². De los 198 habitantes, Sunset estaba compuesto por el 4.04% blancos, el 91.92% eran afroamericanos, el 0% eran amerindios, el 0% eran asiáticos, el 0% eran isleños del Pacífico, el 3.03% eran de otras razas y el 1.01% pertenecían a dos o más razas. Del total de la población el 3.03% eran hispanos o latinos de cualquier raza.